# Меннерс, Джон, 4-й граф Ратленд

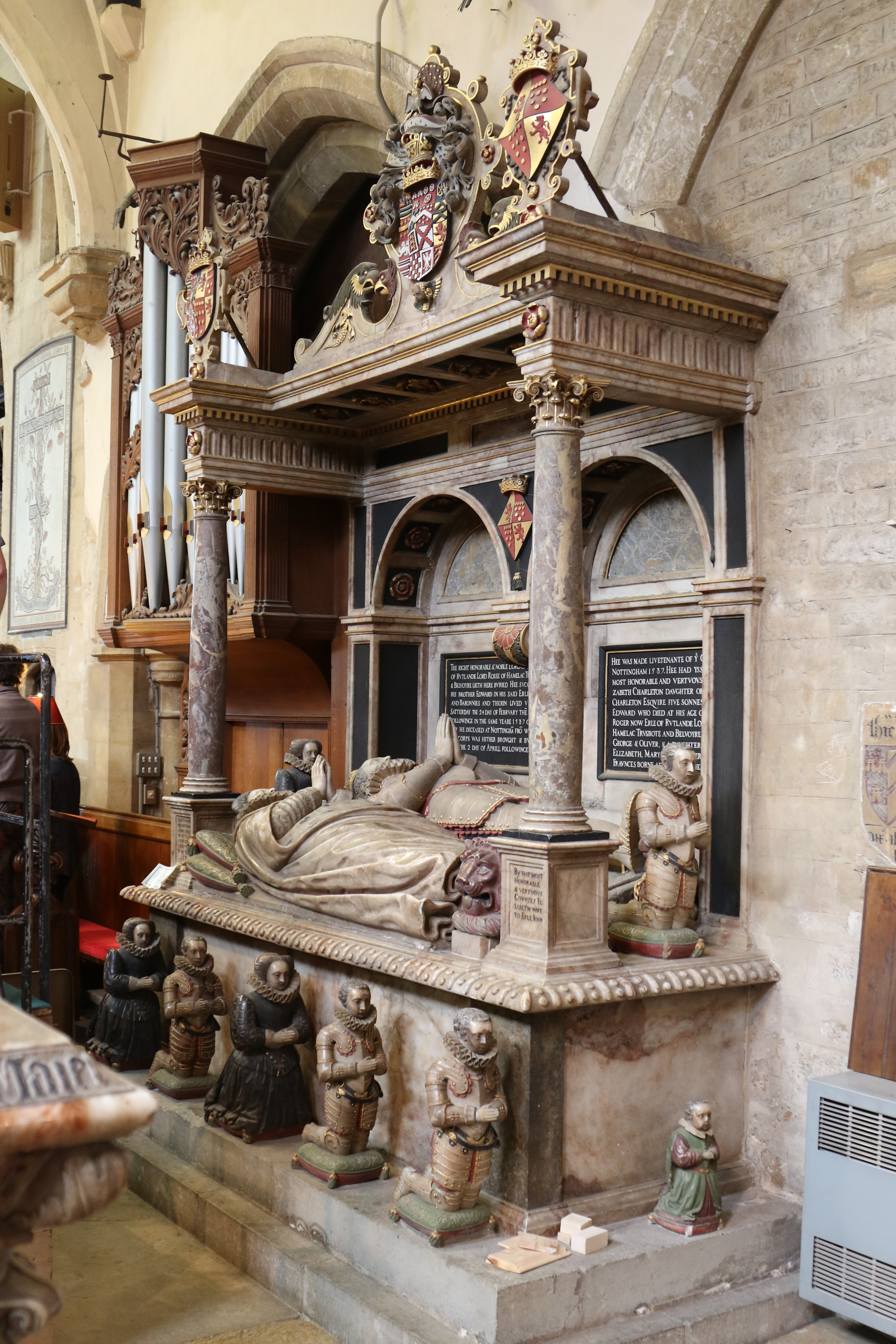
Памятник Джону Мэннерсу, 4-му графу Ратленду, Боттесфордская церковь, Лестершир

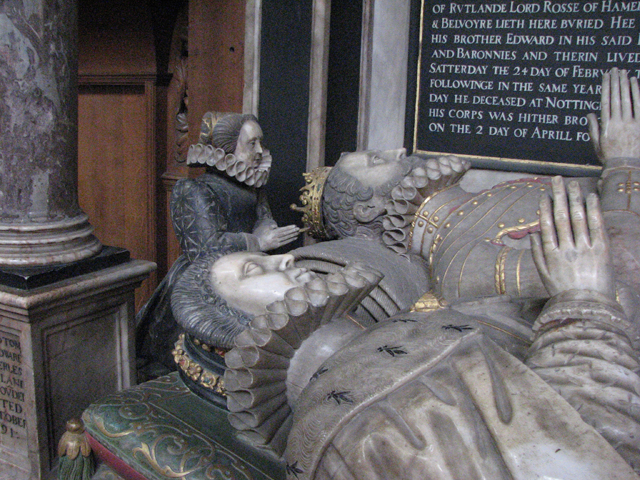
Деталь монумента Джерарда Джонсона-старшего в церкви Святой Марии Богородицы, Боттесфорд.

Джон Мэннерс, 4–й граф Ратленд (ок. 1559 - 24 февраля 1588) был сыном Генри Мэннерса, 2-го графа Ратленда, и леди Маргарет Невилл, дочери Ральфа Невилла, 4-го графа Уэстморленда.

## Брак и дети
Он женился на Элизабет Чарлтон, дочери Фрэнсиса Чарлтона из замка Апли, от которой у него было десять детей:
- Леди Бриджит Мэннерс (21 февраля 1572 - 10 июля 1604) вышла замуж за Роберта Тирвитта из Кеттлби в 1594 году.
- Роджер Мэннерс, 5-й граф Ратленд (6 октября 1576 – 26 июня 1612) женился на Элизабет Сидни.
- Фрэнсис Мэннерс, шестой граф Ратленд (1578 – 17 декабря 1632) был женат дважды: сначала на Фрэнсис Книвет, а затем на Сесили Тафтон.
- Джордж Мэннерс, седьмой граф Ратленд (1580 – 29 марта 1641) женился на Фрэнсис Кэри.
- Сэр Оливер Мэннерс (ок. 1582–1613)
- Леди Фрэнсис Мэннерс (22 октября 1588-1643) вышла замуж за Уильяма Уиллоуби, 3-го барона Уиллоуби из Пархема.
- Леди Мэри Мэннерс
- Леди Элизабет Мэннерс (умерла 16 марта 1653 г.)
- Эдвард Мэннерс умер молодым
- Леди Энн Мэннерс; вышла замуж за сэра Джорджа Уортона